# Konjevići
Konjevići es un pueblo ubicado en la municipalidad de Kladanj, en el cantón de Tuzla, Bosnia y Herzegovina.

## Superficie
Posee una superficie de 9,30 kilómetros cuadrados.

## Demografía
Hasta 2013 la población era de 1 habitante, con una densidad de población de 0,1 habitante por kilómetro cuadrado.